# Cérinthe
Pour les articles homonymes, voir Cérinthe.
Cérinthe (en grec Κήρινθος / Kerinthos) est le nom d'un maître gnostique (ou réputé tel) qui aurait été contemporain de saint Jean. Comme pour la plupart des gnostiques, il est très difficile de lui attribuer une doctrine précise, d'autant que, dans son cas, les notices des hérésiologues sont particulièrement confuses.

## Ses origines selon Épiphane
Selon Épiphane, il serait né à Alexandrie, probablement de parents juifs puisqu'il nous dit qu'il était circoncis. Il aurait reçu une bonne éducation, à la fois philosophique et religieuse, dans sa ville natale, puis – au temps de la prédication apostolique – il aurait parcouru la Palestine avant de se rendre en Syrie et en Asie mineure.

## Cérinthe selon Irénée
Les renseignements les plus anciens se trouvent dans Irénée de Lyon qui en fait un gnostique en termes assez généraux, opposant un dieu transcendant et inconnaissable à un démiurge inférieur : « Ce n'est pas le premier dieu qui a fait le monde, mais une Puissance séparée par une distance considérable de la Suprême Puissance qui est au-dessus de toutes choses et ignorant le Dieu qui est au-dessus de tout ».
Mais Cérinthe distingue aussi Jésus du Christ. Jésus est le fils de Joseph et de Marie « par une génération semblable à celle de tous les autres hommes ». Simplement, par son sens de la justice, sa prudence et sa sagesse, il mène une vie exemplaire. À son baptême, le Christ, venu de la Suprême Puissance, descend sur lui sous forme d'une colombe et c'est ce Christ qui annonce le Père inconnu et accomplit des miracles. À la fin, le Christ se sépare à nouveau de Jésus. C'est Jésus qui souffre, meurt et ressuscite ; le Christ, « du fait qu'il était pneumatique » reste impassible.

## Cérinthe et l'Apocalypse
D'après Caïus, un obscur auteur romain qui écrivait au temps du pape Zéphyrin (199-217), Cérinthe aurait été chiliaste et croyait que pendant les mille ans du règne terrestre du Christ à Jérusalem, les élus vivront dans une perpétuelle « fête nuptiale ». Denys d'Alexandrie précise ce que Cérinthe attendait du millénium : « Il rêvait que ce royaume consisterait dans les choses qu'il désirait, les satisfactions du ventre et de ce qui est en dessous du ventre… ».
Denys rapporte aussi que, parmi ceux qui rejetaient l'Apocalypse, certains pensaient que ce livre ne pouvait être de saint Jean, mais qu'il était l'œuvre de Cérinthe. Hippolyte affirmait déjà que telle était l'opinion de Caïus. Épiphane forge le terme d' « Alogi » pour désigner un courant hérétique qui, par aversion pour la théologie du Logos, rejette au moins le prologue de saint Jean en l'attribuant à Cérinthe.

## Autres mentions
Contrairement à son compatriote et contemporain Caïus, Hippolyte de Rome ne sait rien de Cérinthe, ce qui paraît indiquer que personne ne s'en réclamait à Rome de son temps et qu'il n'a trouvé aucun hétérodoxe à y raccrocher. Il se contente donc, comme il fait en pareil cas, de résumer la notice d'Irénée. Tout au plus ajoute-t-il que Cérinthe a été formé en Égypte. On a supposé, il est vrai, qu'Hippolyte en aurait parlé dans le Syntagma perdu et qu'Épiphane comme Philastre s'en seraient inspiré : mais ce n'est qu'une hypothèse peu probable.
Le catalogue du pseudo-Tertullien n'en sait pas davantage. Là encore, entre les mentions de Carpocrate et des Ébionites, l'auteur n'intercale qu'une phrase de résumé d'Irénée. Si Épiphane connaît encore les Ébionites et leurs descendants, les Cérinthiens semblent bien, de son temps, appartenir au passé. Plus tard, saint Augustin n'en a qu'une connaissance banale et Théodoret de Cyr dépend entièrement de l'évêque de Salamine.
On en est venu à se demander si Cérinthe ne devait pas sa célébrité à la courte notice d'Irénée et à la manie de collectionneur d'hérésies d'Épiphane plus qu'à sa doctrine et à son influence réelle. Gennadius de Marseille cite bien les Cérinthiens parmi ceux qui doivent recevoir le baptême avant d'être admis à l'Église, mais il serait bien imprudent d'en conclure qu'à la fin du Ve siècle, ils existaient encore en dehors des bibliothèques.

## Cérinthe et les Apôtres
La légende s'est rapidement emparée du personnage. On a très tôt beaucoup brodé sur ses relations avec les apôtres, notamment avec saint Jean.
Irénée lui-même rapporte qu'un jour, saint Jean se rendant aux bains à Éphèse, y trouve Cérinthe. Aussitôt saint Jean bondit hors des thermes en s'écriant : « Sauvons-nous, de peur que les thermes ne s'écroulent, car à l'intérieur se trouve Cérinthe, l'ennemi de la vérité ! » Cette historiette qui veut illustrer la distance que les apôtres conseillent de mettre entre les orthodoxes et les hérétiques, a connu une fortune extraordinaire. Grâce à Irénée, toute l'Antiquité chrétienne la connaît ; Épiphane la raconte, mais en substituant à Cérinthe le légendaire Ébion (Hær. XXX. 24) ; elle passe même, au XIIIe siècle, dans La Légende dorée et se répète ainsi jusqu'à l'époque moderne.
Saint Jérôme se fait l'écho d'une croyance qui semble avoir été répandue. Les évêques d'Asie, confrontés à la prédication de Cérinthe et de ses disciples, supplient saint Jean de faire une mise au point autorisée sur la divinité de Jésus. Jean ordonne de prier et de jeûner, puis, sous l'inspiration du Saint-Esprit, il rédige le prologue de son Évangile qui affirme l'incarnation du Verbe sans ambiguïté. Pour Épiphane, c'est tout le quatrième Évangile qui aurait été composé pour répondre aux Cérinthiens. Pour d'autres encore, c'est l'Apocalyse que saint Jean aurait écrite pour rectifier leur millénarisme scandaleux.
Philastre de Brescia qui écrit à l'extrême fin du IVe siècle prétend que Cérinthe fut condamné par les apôtres et chassé de l'Église. L'histoire de notre hérétique est ici probablement contaminée par celle de Simon le Magicien. Mais c'est apparemment le même Philastre qui découvre que l'anathème de l'Épître aux Galates (I, 8) s'adresse à Cérinthe et à ses sectateurs. Il y a là l'écho à la fois d'Épiphane qui fait de la Galatie le quartier général de la propagande hérétique et celle de Caïus pour qui Cérinthe affirmait tenir son savoir eschatologique de la révélation des anges.
Quoi qu'il en soit, les érudits modernes continuent à explorer cette voie. Pour Reicke, les Cérinthiens seraient plutôt visés par les Épîtres aux Corinthiens. D'autres reviendraient plus volontiers à saint Jean et verrait l'ombre de Cérinthe derrière les admonestations des épîtres johanniques.
Une théorie plus récente voudrait que Cérinthe soit le destinataire de l'Épître apocryphe de Jacques du codex I de Nag Hammadi.

## Interprétations de Cérinthe
Les données sur Cérinthe sont passablement confuses.

### Judéo-chrétien...
Épiphane, témoin tardif mais généralement bien informé des traditions palestiniennes, l'ancre profondément dans le judéo-christianisme. Les Cérinthiens sont circoncis, respectent le sabbat et les prescriptions du Lévitique, ne reconnaissent que l'Évangile de Mathieu… Le légalisme juif reste pour eux un impératif.

### Gnostique et docète...
Leur gnosticisme tel que le décrit Irénée, assez rudimentaire, n'y contredit pas. Le Dieu des Juifs n'y est pas dégradé en puissance inférieure ; il s'identifierait plutôt avec la Puissance suprême. Pour Épiphane, plus explicite, la création y est l'œuvre des anges, auteurs du monde et de la loi. Plutôt que du pur gnosticisme, on pourrait voir là la manifestation d'un dualisme juif hétérodoxe répugnant à mêler la transcendance de Dieu avec la création matérielle. Le christianisme selon Cérinthe va dans le même sens : son docétisme sauve la mission de Jésus tout en maintenant le Christ pur de tout contact avec l'humanité.

### Millénariste...
Son millénarisme enfin, dont les hérésiologues exagèrent peut-être le contenu scandaleux, le rattacherait plutôt au milieu asiate. Irénée, lui-même asiate et chiliaste, n'en parle pas, sans doute parce que Cérinthe ne lui paraît pas hérétique de ce point de vue, puisque Irénée est lui-même millénariste. Parmi les modernes, on a voulu distinguer le millénarisme « spirituel » d'Irénée, du millénarisme « charnel » de Cérinthe. Bo Reicke (cité par Daniélou) croyait reconnaître celui-ci dans les condamnations de Paul contre les banquets orgiaques qui auraient été, à Corinthe et ailleurs, des manifestations de « festivité messianique », anticipations du millénium.
Un passage d'Épiphane semble indiquer que les Cérinthiens attendaient aussi la restauration du Temple et la reprise des sacrifices. Jean Daniélou voyait alors Cérinthe comme le représentant d'un judéo-christianisme « zélote » et messianique, à côté d'un judéo-christianisme ébionite et « essénien ».

### Des doutes...
Mais ni Irénée ni Épiphane ne sont ici des sources au-dessus de tout soupçon. Le premier, en théologien soucieux de montrer l'unicité de la « gnose au nom menteur », place Cérinthe entre Carpocrate et les Ébionites, comme maillon d'une chaîne qui va du primitif et obscène Simon à Valentin, son dernier représentant et le seul où l'hérésie se déploie dans toute son ampleur. Le second se fait volontiers compilateur prolixe et peu critique lorsqu'il s'occupe d'hérétiques déjà anciens de cet Orient que, par ailleurs, il connaît bien. Il est possible que l'un fausse notre perspective par trop de systématisme et que l'autre la fausse par un excès de traditionalisme palestinien.
Parmi les modernes, les uns ont suivi Épiphane jusqu'à faire de Cérinthe un juif savant formé à l'école de Philon, d'autres sont allés jusqu'à nier son judaïsme. Les uns, à la manière d'Irénée, en font un « pré-gnostique » ; d'autres cherchent à compléter les données d'Irénée pour en faire un gnostique accompli. Malgré le renfort de Denys d'Alexandrie, on ne fait généralement guère de crédit à Caïus qui met l'Apocalypse entre les mains d'un hérétique contemporain et adversaire privilégié de saint Jean. Mais on a également considéré son millénarisme même comme une pure légende.
Cérinthe peut ainsi prendre des traits très divers. On voit en définitive que l'interprétation que l'on en fait dépend largement du choix qu'on fait de le considérer comme un véritable gnostique ou non. Elle dépend donc aussi de l'idée qu'on se fait des origines du gnosticisme. Si on croit que le gnosticisme se développe dans le judéo-christianisme en s'alimentant à l'hétérodoxie juive, Cérinthe peut apparaître comme une espèce de synthèse historiquement fragile entre les vues d'Irénée et celles d'Épiphane. Sinon, il n'est plus qu'un maillon mal défini entre judéo-christianisme et gnosticisme. Peut-on en dire plus ? La question reste ouverte.

### Sources
- Irénée, Contre les hérésies (178-188), I, 26, 1 (notice générale) - III, 3, 4 (Saint Jean aux bains) - III, 11, 1 (l'Évangile de Jean contre Cérinthe et les Nicolaïtes) – voir aussi : III, 16, 4-5.
- Hippolyte de Rome, Philosophumena (vers 280),VII, 33.
- saint Jérôme, De viris illustribus (392), 9.
- Eusèbe de Césarée, Histoire ecclésiastique (324), III, 28 (fragm. De Caïus et de Denys).
- Épiphane de Salamine, Panarion (374-377), XXVIII – LI, 3 (les Alogi).
- Théodoret de Cyr, Hereticorum fabularum compendium (vers 430), II, 3.
- saint Augustin, De Haeresibus (429), VIII.

### Textes
- recueil des textes importants : A. F. J. Klijn et G. J. Reinink, Patristic Evidence for Jewish-Christian Sects, Leyde, Brill, 1973.

### Études
- Philastre de Brescia, Diuersarum hæreson liber (vers 370 ?), édit. F. Marx, CSEL XXXVIII, Vienne, 1898 ; ou (it) édit. et trad. G. Banterle, Milano-Roma, 1991.
- Gennade de Marseille (mort en 496), De Ecclesiasticis Dogmatibus, 22.
- Gustave Bardy, « Cérinthe », dans Revue biblique, 30, 1921, pp. 344–373.
- G. Bareille, « Cérinthe », dans Dictionnaire de Théologie catholique, tome II/2, 1932.
- Jean Daniélou, Théologie du judéo-christianisme, Paris..., Desclée, 1958 – coll. "Bibliothèque de Théologie", 1 – (judéo-chrétien chiliaste).
- (de) Eduard Schwartz, « Johannes und Kerinthos », dans Gesammelte Schriften, vol. 5, 1962 – (reprod. d'un article de 1914).
- (de) Hans-Martin Schenke, Hans Martin, « Der Jakobusbrief aus dem Codex Jung », dans Orientalistische Literaturzeitung, 66, 1971, pp. 117–130.
- (en) A. F. J. Klijn, G. J. Reinink, Patristic Evidence for Jewish-Christian Sects, Cambridge, 1973, coll. "New testament Studies", 36.
- (de) Wilhelm Pratscher, « Kerinth », dans Biographisch-Bibliographisches Kirchenlexikon (BBKL), vol. 3, Herzberg, 1992 (ISBN 3-88309-035-2, lire en ligne), colonnes 1387-1388
- (en) Hill, Charles E., « Cerinthus, Gnostic or Chiliast?: A New Solution to an Old Problem », dans Journal of Early Christian Studies, VIII/2, 2000 – (non judaïque).
- (en) « Cerenthus », dans le Dictionnaire de Wace.
- Michel Onfray, Contre-histoire de la philosophie, vol. 2 : Le Christianisme hédoniste, Grasset, 2006 [détail de l’édition], p 69-70.